# Pastafrola

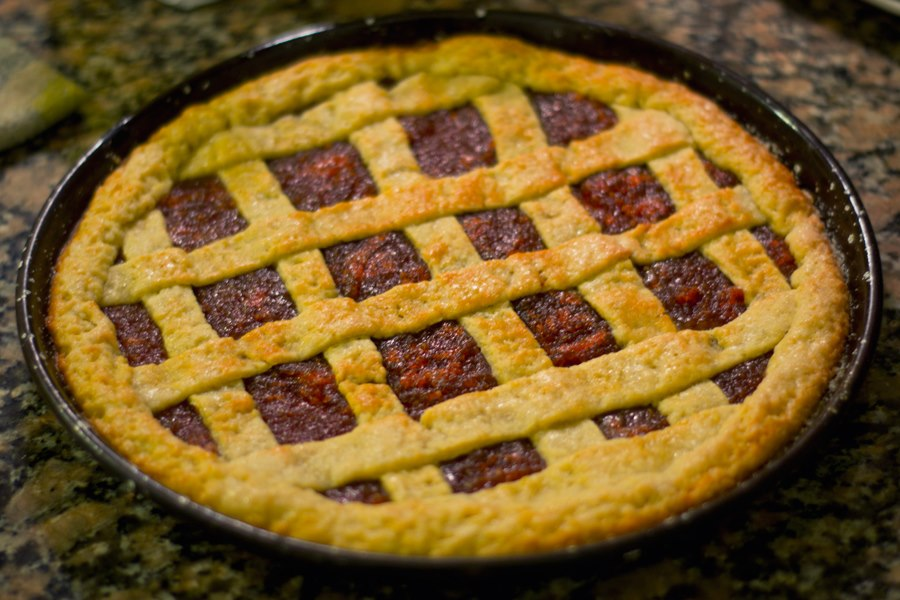
Pastafrola argentine.

La pasta frola ou pastaflora (grec : πάστα φλώρα),, est un type de tarte sucrée commune à l'Argentine, au Paraguay, à l'Uruguay, à l'Égypte et à la Grèce,. Il s'agit d'un plat de pâte brisée couvert et fourré de confiture, principalement fabriqué à partir de farine, de sucre et d'œufs. Les garnitures courantes sont le fromage de coing (appellation locale de la pâte de coing), le dulce de batata (confiture de patate douce), le dulce de leche, la goyave ou la confiture de fraises. La couverture de la tarte est un treillis à fines rayures qui présente la garniture en dessous en sections rhomboïdales ou carrées. La pastafrola est le plus souvent cuite au four en forme de cercle. La plupart des versions grecques de ce plat sont fourrées de confiture sucrée : il est considéré comme un dessert du matin.
Le nom du plat vient de pasta frolla (littéralement « pâte friable »), qui signifie « pâte brisée » en italien, et est à la base de la crostata italienne. Les immigrants italiens l'ont introduit en Argentine et en Uruguay. Parmi les plats similaires, citons la Linzer Torte autrichienne et les tartes suisses fourrées aux fruits épicés. En grec, le mot frolla a été confondu avec le mot italien flora (flore).
Le plat est servi comme un dessert de l'après-midi (merienda) ou avec du maté (une boisson sud-américaine), mais peut être consommé à tout moment de la journée. 

## Ingrédients
Les ingrédients de ce plat sont, :
- farine ;
- œufs ;
- sucre ;
- beurre ou margarine ;
- garniture de confiture (les plus courantes sont le coing, la confiture de patate douce, le dulce de leche, la goyave ou la fraise) ;
- zeste de citron ;
- extrait de vanille.